# Taxithelium novae-zeelandiae
Taxithelium novae-zeelandiae är en bladmossart som beskrevs av Edwin Bunting Bartram och Hugh Neville Dixon 1937. Taxithelium novae-zeelandiae ingår i släktet Taxithelium och familjen Sematophyllaceae. Inga underarter finns listade i Catalogue of Life.